# Eilema fuscifrons
Eilema fuscifrons là một loài bướm đêm thuộc phân họ Arctiinae, họ Erebidae.